# Macrognathus aculeatus
Macrognathus aculeatus és una espècie de peix pertanyent a la família dels mastacembèlids.

## Descripció
- Fa 38 cm de llargària màxima.
- 14-20 espines i 52-56 radis tous a l'aleta dorsal.
- 3 espines i 50-54 radis tous a l'aleta anal.
- Absència d'aletes pèlviques.
- Aleta caudal arrodonida.[3][4][5]

## Depredadors
A la Xina és depredat per Siniperca chuatsi.

## Hàbitat
És un peix d'aigua dolça i salabrosa, bentopelàgic, potamòdrom i de clima tropical (23 °C-28 °C).

## Distribució geogràfica
Es troba a Àsia: la Xina, Corea, Laos, Tailàndia, el Vietnam, Singapur, Taiwan, la península de Malaca, Indonèsia, Bangladesh i l'Índia.

## Observacions
És inofensiu per als humans.